# Варфстермолен
Варфстермолен (нід. Warfstermolen) — село в нідерландській провінції Фрисландія. Входить до муніципалітету Північно-Східна Фрисландія.
Його площа становить 8,29км², а населення станом на 2021 рік складало 205 осіб.
Перша згадка про населений пункт датується 1574 роком.

## Галерея

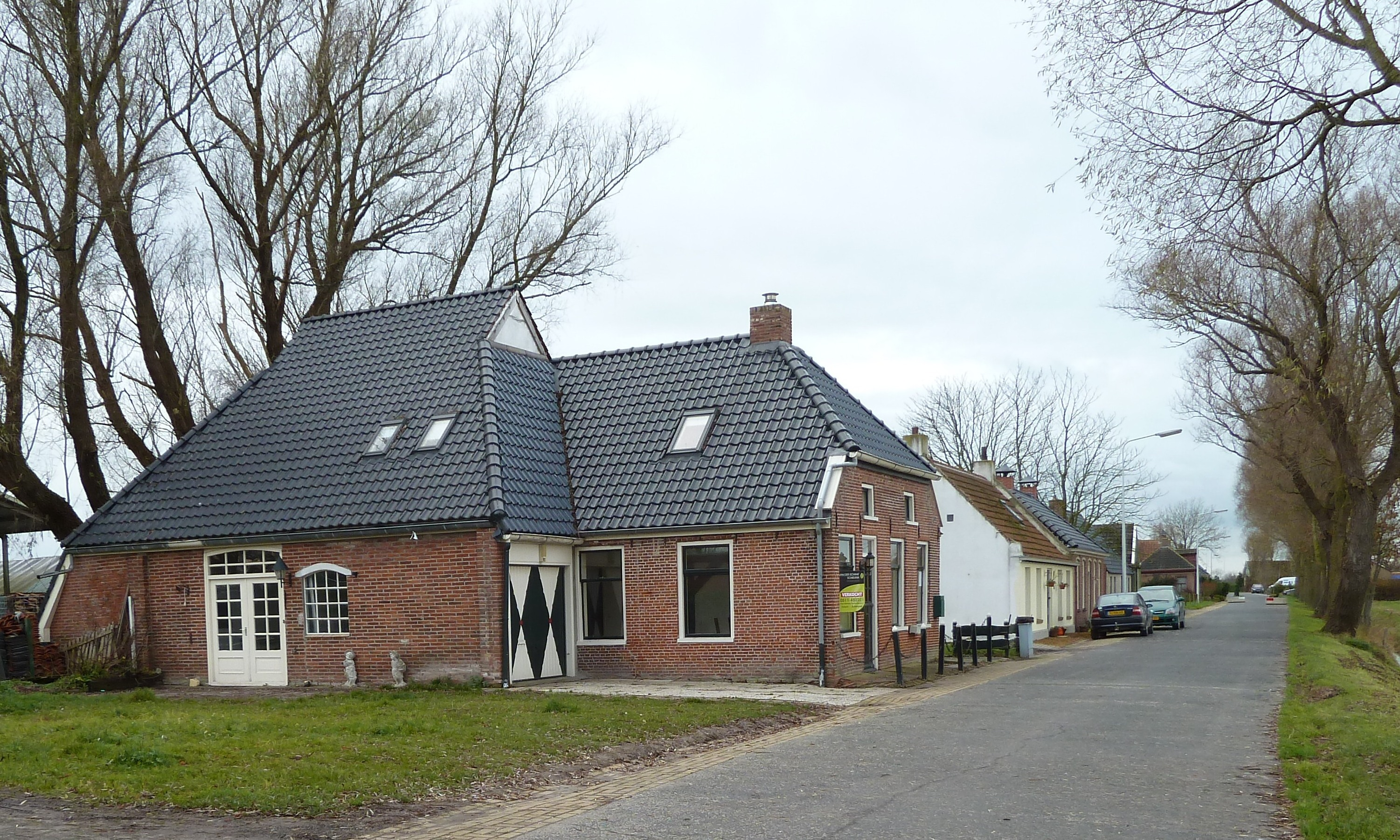
Сільська вулиця
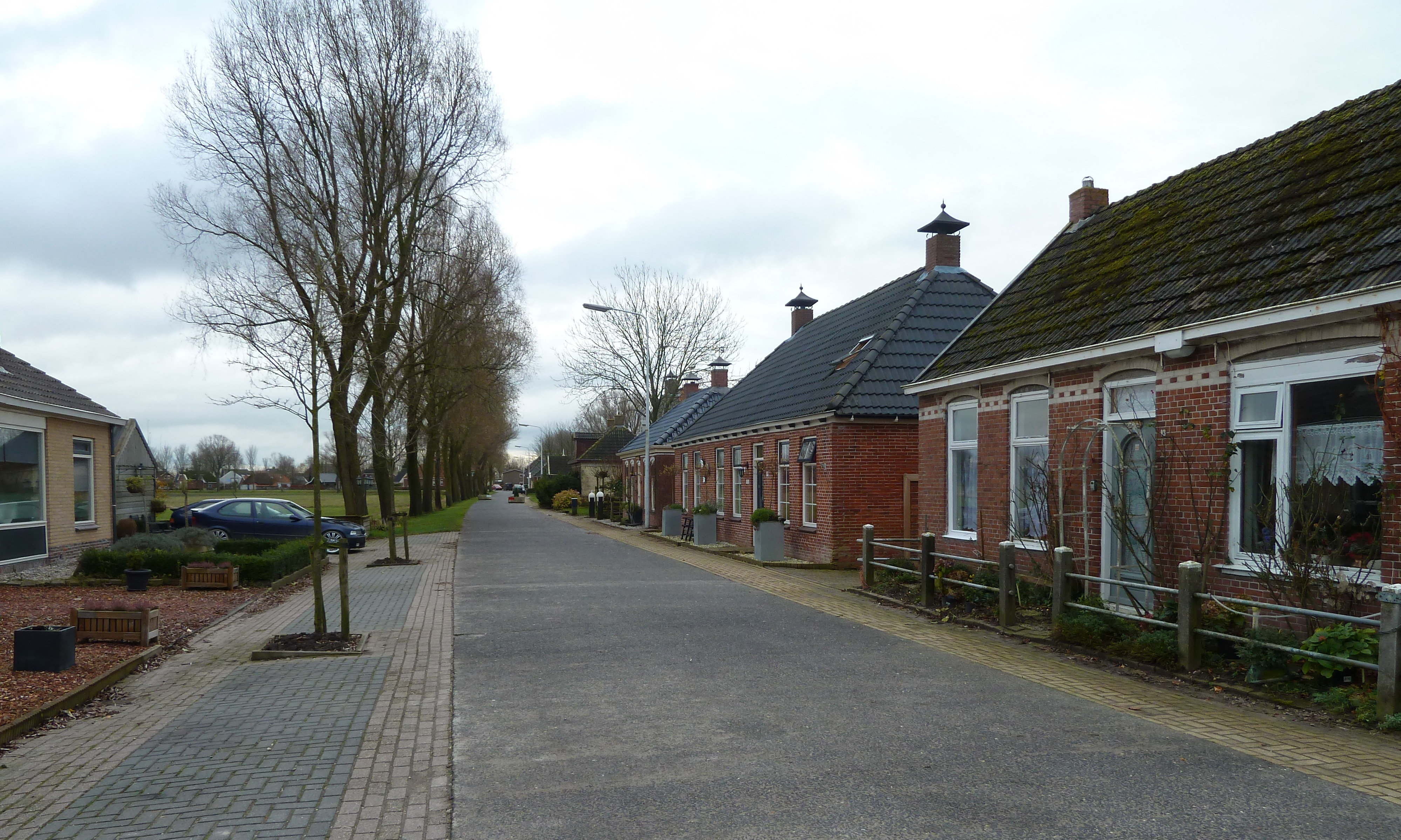
Сільська вулиця
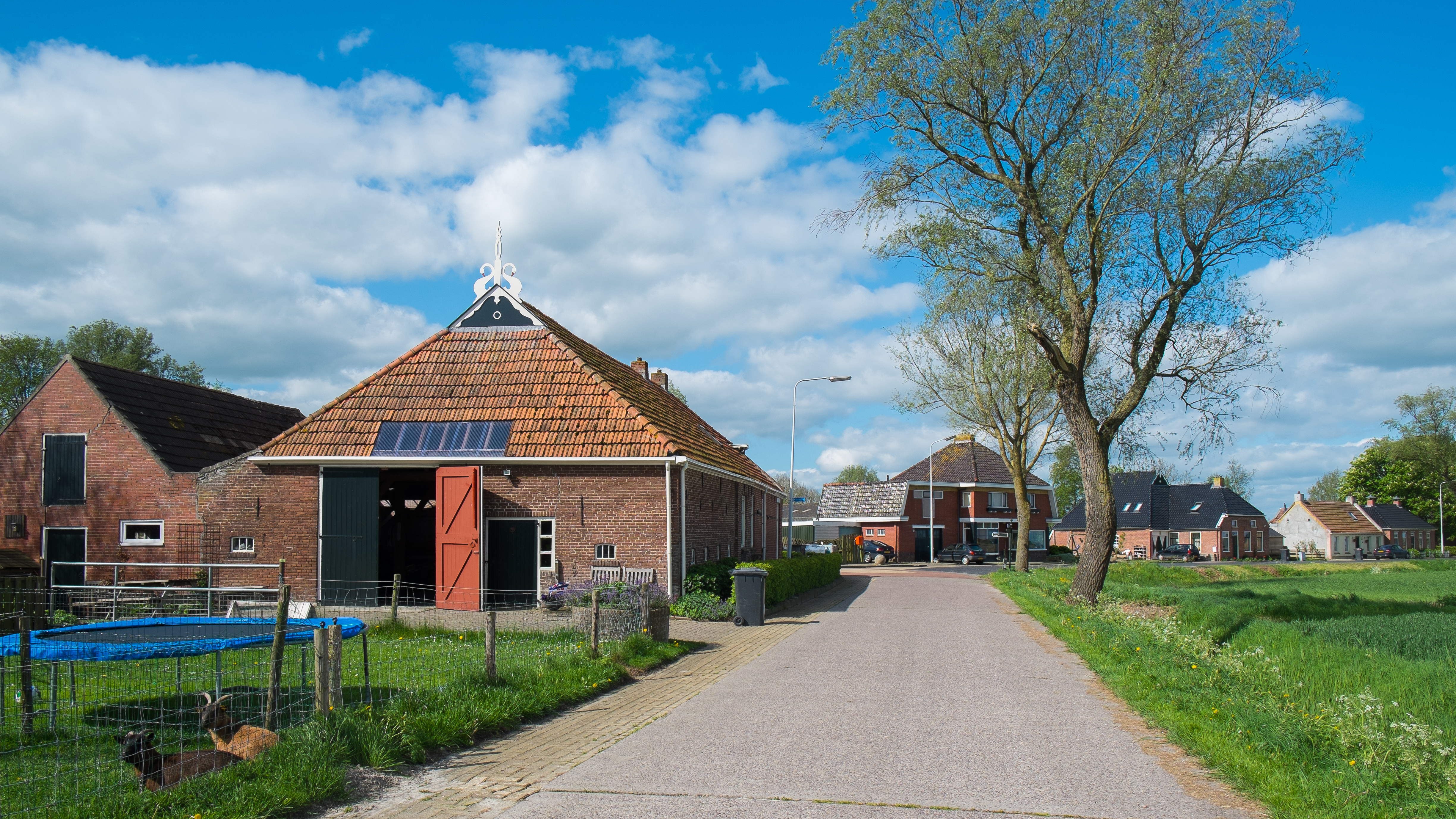
Ферма у Варфстермолені